# Bătălia pentru Zeelanda
Bătălia pentru Zeelanda a fost o luptă mai puțin cercetată de pe frontul de vest în faza de început a Bătăliei Franței din timpul celei de-a doua conflagrații mondiale. Unitățile neerlandeze și franceze au încercat fără succes să oprească asaltul germanilor prin organizarea unei linii defensive puternice în provincia neerlandeză Zeeland. Bătălia s-a întins pe durata a opt zile și a fost o înfrângere umilitoare pentru trupele franceze și neerlandeze din provincie.

## Linia defensivă și trupele din provincie
Provincia Zeeland nu se bucurase de prea multă atenție din parte guvernului neerlandez înaintea invaziei germane din Țările de Jos din mai 1940. Pe 10 mai, germanii au lansat invazia Țărilor de Jos. Într-o încercare de ridicare a moralului trupelor aliate și de zăgăzuire a valului invaziei germane, mai multe batalioane neerlandeze (cel mai important fiind Batalionul al 14-lea de infanterie) au organizat rapid câteva linii defensive în Zeeland. Prima a fost Bathline (numită așa după fortăreața medievală din apropiere Bath). Această linie defensivă nu era decât o barieră antitanc, întărită cu 12 cazemate. A doua linie defensivă, mai puternică decât prima, era Zanddijkline, aflată la aproximativ 15 km vest de Bathline. Această linie era formată din două rânduri de construcții defensive. Aici erau plasați două batalioane de infanterie – batalionul al 3-lea al Regimentului al 38-lea și batalionul I al Regimentului al 40-lea. În sprijinul infanteriștilor fuseseră aduse câteva baterii de tunuri antiaeriene perimate, mai multe mortiere și câteva baterii de artilerie de câmp.

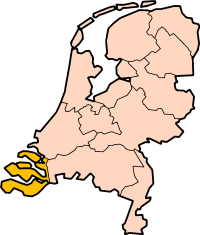
Zeeland în cadrul Țărilor de Jos

## 10 mai
În prima zi a atacului, niciuna dintre tabere nu și-a atacat inamicul. Germanii așteptau întăriri din alte zone alte teritoriului ocupat, iar neerlandezii își consolidau pozițiile și așteptau sosirea întăririlor din parte francezilor. Aviația germană a întreprins câteva raiduri în timpul în cărora au mitraliat pozițiile neerlandezilor. 

## 11 mai
În dimineața zilei de 11 mai, primele trupe franceze au ajuns pe linia frontului. Era vorba de cinci regimente de infanterie (care formau proaspăt organizata Divizie a 68-a de infanterie) și trei grupuri de recunoaștere (59, 60 și 68).
După amiază au sosit în portul Vlissingen două vase poștale (Rouen și Cote d'Argent) cu provizii.  Acestea erau escortate de distrugătoare franceze (FS Cyclone și Sirocco) și britanice (HMS Valentine și HMS Winchester). Convoiul a fost atacat de bombardierele germane, care au fost însă respinse rapid de focul antiaerienei. În port a sosit și un al doilea convoi, atacat la rândul lui de bombardiere, dar artileria antiaeriană aliată le-a alungat și pe acestea din urmă. În timpul luptelor, un avion de vânătoare francez a fost doborât de mitraliorii de pe bombardierele germane. 
Pe parcursul zilei, avioanele de vânătoare Hawker Hurricane  ale RAF au patrulat în spațiul aerian al provinciei. Ele au atacat de mai multe ori aparatele de zbor ale Luftwaffe, reușind să doboare trei avioane inamice, pierzând la rândul lor șase  Hurricane. Avioanele germane au lansat bombe de aviație asupra punctului de joncțiune dintre Bathline și Kreekrakdam. Atât șoseaua, cât și calea ferată au fost avariate serios. Două barăci ale armatei au fost distruse, iar rețeaua locală de alimentare cu apă și liniile telefonice au fost oprite temporar. Soldații neerlandezi le-au repus însă rapid în funcțiune. 
În timpul zilei, armata neerlandeză din sud, care se retrăgea după ce pozițiilor lor defensive de la Linia Peel-Raam fuseseră ocupate de germani, au ocupat noi poziții în regiunea localității Bergen op Zoom.

## 12 mai
Portul Vlissingen a fost ținta atacurilor aeriene germane în dimineața zilei de 12 mai. Ca de obicei, bombardierele germane au zburat în formația de trei avioane cunoscută cu numele de „Ketten” (lanț). Martorii oculari au raportat cel puțin două zeci de bombardiere care au zburat în  mai multe valuri. Aceasta înseamnă că asupra Vlissingenului au executat raiduri cel puțin două escadrile, poate chiar trei. Vasele aliate din port și bateriile antiaeriene de pe uscat ale francezilor și neerlandezilor au deschis focul împotriva avioanelor germane. În același timp, avioanele franceze au decolat pentru interceptarea bombardierelor inamice. Patru vase din port au fost scufundate de loviturile directe pe care le-au primit. De asemenea, bombele aeriene au distrus o bună parte a portului și instalațiilor portuare. Macaralele, sistemele de încărcare-descărcare, magaziile, bacul și birourile au fost avariate sau distruse de bombardamente. De asemenea, a fost avariată stația de cale ferată. Ferestrele și acoperișurile caselor din cartierul portului au fost sparte, iar resturi de țiglă au acoperit străzile. Nu doar cartierul portului a fost afectat – bombardamentele aeriene au distrus case și o biserică aflate la distanță de port. În timpul raidului au fost uciși cinci civili. 
În acest timp, soldații care apărau Bathline erau martorii retragerii masive a camarazilor care fuseseră înfrânți în partea de răsărit a Noord-Brabant. Comandamentul suprem francez și-a dat seama că planul operațional al Armatei a 7-a nu putea fi dus la îndeplinire așa cum se sperase. Înaintarea germanilor în Noord-Brabant i-a împiedicat pe francezi să stabilească o linie defensivă puternică în jurul orașului Antwerp. De asemenea, linia principală defensivă a belgienilor de pe Canalul Albert cedase sub presiunea atacurilor a două divizii de tancuri și a bombardamentelor aeriene copleșitoare. Belgienii aveau să înceapă în curând retragerea pe o nou linie defensivă „Dyle”. 

## 13 mai
În sud, germanii se apropiaseră deja de limitele regiunii Zeeland. De-a lungul Bathline, care era cea mai apropiată de Noord-Brabant, apărători au putut să audă foarte clar zgomotele luptelor. Au fost trimise patrule de recunoaștere, iar tensiunea în rândurile apărătorilor era în creștere. În acest timp, o patrulă a militarilor feroviari a primit sarcina distrugerii liniei de cale ferată spre Bath. Oamenii erau aceiași care, doar cu câteva zile mai înainte, lucraseră la repararea căii ferate distruse de raidurile aeriene germane. 
Avioanele de vânătoare germane au atacat baza aeriană neerlandeză de la Vlissingen, dar soldații neerlandezi au fost afectați mai mult de zvonurile de pe front decât de raidurile aeriene. În cursul zilei au început să circule zvonuri despre înaintarea impetuoasă a germanilor, care ar fi ajuns pe insulă și s-ar fi apropiat de Vlissingen. Oamenii au început să „descopere” semnale luminoase lansate de la ferestrele caselor sau semnale secrete transmise cu ajutorul rufelor întinse la uscat pe frânghii. Doar spre seară s-a mai potolit panica provocată de zvonuri. 
Luftwaffe a avut o activitate redusă în ziua aceasta deasupra Zeelandei. Acest fapt a fost datorat implicării puternice a escadrilelor germane în luptele aeriene violente care aveau loc deasupra insulei Dordrecht. Bombardierele care atacaseră cu o zi în urmă Zeeland, efectuau în ziua de 13 raiduri împotriva pozițiilor de artilerie și infanterie din zona de sud a „Fortăreței Olanda”. De asemenea, avioanele germane au asigurat sprijinirea din aer a atacurilor Diviziei a 9-a Panzer, care lupta pe insula Dordrecht.
În tot acest timp, moralul trupelor aliate, în mod particular al celor neerlandeze, a început să scadă. Tot mai multe subunități neerlandeze se retrăgeau dinspre răsărit, iar vestea părăsirii țării de către regina  Wilhelmina nu a făcut decât să afecteze și mai mult moralul trupelor. 

## 14 mai
La Bergen op Zoom, unitățile aliate au fost încercuite de două companii ale unui batalion SS. Francezii s-au retras din Woensdrecht, pecetluind astfel soarta camarazilor lor de la Bergen op Zoom. Retragerea francezilor s-a făcut în grabă, aceștia lăsând în urmă cantități mari de provizii și un număr mare de tancuri. 
Cam 200 de soldați neerlandezi au reușit pentru o scurtă perioadă de timp să preia controlul asupra pădurii de la sud de Bergen op Zoom, dar ei au fost să se retragă după ce francezii au început să părăsească zona. La un moment dat, francezii au lansat un contraatac la Huijbergen al infnateriei sprijinite de  vehicule blindate și tancuri ușoare, dar acțiunea a eșuat și au pierdut cinci blindate și 200 de prizonieri. atacul germanilor nu a fost oprit, ei continând să înainteze și să ia sute de prizonieri francezi și neerlandezi. 
Apărătorii cazematelor nu s-au alăturat retragerii generalizate a infanteriei. Ei au rămas în pozițiile lor fortificate și, datorită eforturilor lor, Bathline nu a fost cucerită imediat de germani. Patrulele germane au executat atacuri de încercare a liniei fortificate, dar au fost respinse cu focuri puternice de mitraliere. Spre seară, bombardamentele germane de artilerie au scăzut treptat în intensitate și s-au oprit în cele din urmă. Cu excepția a câtorva secțiuni din zona centrală a liniei defensive și a ocupanților cazematelor, militarii care apărau Bathline și-au părăsit pozițiile.
Soldații neerlandezi au depus armele în jurul orei 19:00, cu excepția forțelor din Zeeland. Acordul de capitulare a fost semnat oficial a doua zi. 

## 15 mai
În seara zilei de 14, germanii au pregătit un plan de acțiune pentru neutralizarea ultimelor sectoare apărate de neerlandezi pe Bathline. Germanii au prevăzut pentru început trimiterea unui negociator. Mesajul germanilor cerea capitularea imediată și necondiționată a liniei defensive, în caz contrar urmând să fie lansat un asalt de o violență fără precedent. Germanii încercau de fapt să îi înșele pe apărători, ei neavând de fapt resursele pentru atac. Neerlandezii s-au retras însă de pe linia defensivă în timpul nopții. 
În dimineața zilei de 15 mai, soldații Regimentului SS Deutschland au înaintat cu prudență de pozițiile defensive ale Bathline. Atunci când au descoperit că tranșeele și pozițiile de tragere ale mitralierelor sunt părăsite, au înaintat cu viteză mare. Câțiva soldați neerlandezi, care nu apucaseră să fie anunțați să se retragă, au fost luați prizonieri. 
Zanddijkline era principala linie defensivă a insulelor principale Zeelandei. Trei cazemate și un complex ecluze în sud și două cazemate pe fiecare parte a căii ferate erau singurele poziții defensive din beton. Restul fortificațiilor erau făcute din construcții din bușteni și pământ și tranșee. Pe căile de acces fuseseră plantate câmpuri de mine.
Germanii au declanșat rapid asaltul asupra Zanddijkline. Coloanele germanilor au fost supuse focului intens de mitraliere și, în timp ce încercau să se pună la adăpost, soldații SS au alunecat pe o pantă în câmpurile minate plantate doar cu câteva zile mai înainte. Minele antipersonal au ucis 16 soldați germani. Au fost chemați geniștii care, sub acoperirea focului de mitralieră, au dezamorsat minele și au deschis drumul infanteriei. După deminarea căilor de acces, infanteria germană a reluat atacul. În același timp, câteva baterii de artilerie germană au bombardat pozițiile neerlandezilor, în special cele de pe flancurile Tholseindsedijk. Atacul infanteriei a fost sprijinit de această dată și de aviație. În sprijinul defensivei a intervenit și artileria navală neerlandeză, ceea ce a întrerupt pentru o vreme înaintarea germanilor. Odată însă cu scăderea intensității bombardamentului naval, înaintarea germanilor a fost reluată. Răgazul de timp câștigat de bombardamentele navale a fost folosit de apărătorii neerlandezi pentru evacuarea trupelor în sectorul de nord și peste podul de peste canalul Postbrug.
Sigurul sector al Zanddijkline care nu a fost evacuat imediat a fost cel partea de sud. Aici, batalionul neerlandezilor care nu fuseseră ținta bombardamentelor Luftwaffe a mai întârziat pe poziții, dar în cele din urmă și acesta a fost retras. 

### Tholen
Insula Tholen, care fusese mai înainte parte a regiunii Noord-Brabant, era separată de restul teritoriului de Eendracht, un canal natural puțin adânc și noroios. Principala localitate a insulei era orășelul Tholen, de unde se putea face legătura cu restul teritoriului neerlandez. Apărarea neerlandeză era asigurată de doar două companii, care ocupau poziții defensive de-a lungul Eendracht.
În timpul zilei, o patrulă germană s-a apropiat de insulă, dar a fost rapid alungată de focurile mitralierelor neerlandeze. Un negociator german a sosit mai târziu și a cerut capitularea apărătorilor insulei, dar comandantul neerlandez a refuzat să cedeze. După aceea, artileria de câmp și mortierele germane au deschis focul asupra insulei, dar bombardamentul a provocat pagube neglijabile apărătorilor. Bombardamentul de artilerie a fost urmat de înaintarea infanteriei. Germanii au fost lăsați să se apropie până au intrat în raza de acțiune a armelor de infanterie, după care neerlandezii au deschis focul cu mitraliere și mortiere. Germanii au suferit pierderi grele. Unii dintre ei au sărit în lacurile din preajmă, ca să scape de tirurile neerlandezilor. În timpul acestei confruntări, germanii au pierdut 20 de oameni, iar neerlandezii doar doi. 
În timpul nopții, neerlandezii au hotărât că este dificil să păstreze controlul asupra liniilor defensive înaintate și au hotărât să se retragă mai departe în centul insulei. 

## 16 mai
Unitățile SS își opriseră înaintarea de-a lungul canalului ce străbătea  Zuid-Beveland, după ce depășiseră cu o zi mai înainte două linii defensive aliate. În timpul nopții, soldații germani au traversat canalul folosindu-se de plute. Cele două batalioane franceze – aproximativ 1.250 de oameni – trebuiau să apere un front de 9 km. Canalul avea o lățime de 50-90 m și era o piedică importantă în fața înaintării germanilor. Cum cele două poduri care traversau canalul fuseseră distruse, germanii trebuiau să folosească la asalt bărci și plute. Luftwaffe a continuat să execute raiduri împotriva pozițiilor aliate, iar numeroși soldați aliați au părăsit fără ordin pozițiile de pe malurile canalului. Infanteria franceză a cerut executarea unor bombardamente de artilerie împotriva sectoarelor de concentrare ale soldaților germani, dar precizia artileriei proprii lăsa de dorit, mai mulți comandanți de companii au ordonat retragerea oamenilor din subordine de pe pozițiile inițiale pe altele cu câteva sute de metri mai departe. 
La scurt timp după aceea, întreaga zonă defensivă ocupată de francezi de-a lungul în sectorul nordic a cedat, ceea ce a dus la apariția unei foarte periculoase breșe în apărare. Doar într-un singur loc, o subunitate franceze de soldați coloniali a reușit să își păstreze pozițiile pentru o vreme dar, în fața trupelor de asalt germane, au fost în final nevoiți să se retragă. În tot acest timp, germanii au lucrat la repararea podului din zona extrem nordică. Unități ușoare de motocicliști și infanteriști îmbarcați în mașini blindate au reușit să traverseze acest pod și au început urmărirea francezilor care se retrăgeau. Aceste unități motorizate au ajuns în seara acestei zile la Sloedam, dar au evitat să se angajeze în luptă cu inamicii. 
Cea mai mare parte a unităților neerlandeze din zona localității Goes au reușit să se retragă pe Sloedam sau luaseră bacul spre Noord-Beveland până la căderea nopții, dar cea mai mare parte a unităților franceze rămăseseră izolate. Luftwaffe reușise să obțină în regiune superioritatea aeriană, coloanele aliaților în retragere fiind atacate fără întrerupere de aviația germană, Luftwaffe reușind să obțină o superioritate aeriană. 

### Tholen
În cursul dimineții, germanii au trimis din nou un negociator care să încerce să îi convingă pe neerlandezi să capituleze. Neerlandezii au refuzat din nou să cedeze. După două ore, artileria germană a deschis focul asupra pozițiilor neerlandeze. În timpul bombardamentului, un comandant de batalion neerlandez a luat legătura cu superiorii din Middelburg și a cerut instrucțiuni. Comandantul neerlandez, Henrik Van der Stad, i-a felicitat pentru rezistență și le-a acordat permisiunea să se retragă și le-a ordonat să ocupe noi poziții pe insula Schouwen-Duiveland.
Mai târziu în aceeași zi, insula Schouwen-Duiveland a fost atacată de germani. aici, neerlandezii s-au retras imediat după ce germanii au atacat, iar întreaga linie de coastă a rămas în mâinile inamicilor. 

## 17 mai
Digul Sloedam era un punct strategic pe in insula Walcheren. Mlaștinile de ambele părți ale digului făcea posibilă folosirea lui pentru deplasarea infanteriei ușoare, dar unele zone erau periculoase, iar mlaștinile puteau înghiți oamenii rătăciți. 
Francezii au luat în considerare posibilitatea trimiterii de efective suplimentare în Walcheren, dar până la urmă au renunțat la un asemenea plan. Apărarea Sloedam era considerată ultima linie posibilă de rezistență. Dacă și aceste poziții defensive erau ocupate de germani, retragerea francezilor era inevitabilă. Cum aliații nu reușiseră să apere cu succes orașul Antwerp și canalul  Scheld, luptele care au continuat în Zuid-Beveland și Walcheren nu aveau doar un singur obiectiv – apărarea flancului nordic al forțelor franceze de la nord de Antwerp.
În acea dimineață, germanii au deschis focul cu bateriile de mortiere poziționate lângă Lewedorp. Artileria francez și unitățile navale aliate au deschis la rândul lor focul de baraj împotriva primelor linii ale germanilor. Asaltul germanilor a fost oprit imediat și, pentru prima oară în campania din Zeeland, germanii s-au retras după ce au pierdut un număr mare de răniți și morți. Neerlandezii s-au oferit să îi sprijine pe francezi pentru organizarea unui atac împotriva germanilor, dar francezii au respins propunerea. În schimb, germanii au organizat un atac masiv împotriva pozițiilor franceze. Până la sfârșitul zilei, Walcheren era în mâinile soldaților SS.
După acest succes, germanii și-au concentrat atenția asupra orașului Vlissingen. Ei au început să se apropie de oraș și nu au întâmpinat vreo rezistență până când până când au ajuns la periferia. 
O bună parte a unităților franceze și neerlandeze începuseră deja evacuarea. Totuși, comandantul francez, generalul Deslaurens, a reușit să organizeze o linie defensivă cu militarii care rămăseseră încă în oraș. Apărătorii au fost rapid alungați de pe poziții, iar generalul Deslaurens a fost ucis în luptă. Deslaurens a fost singurul general care a murit în luptă pe teritoriul neerlandez în mai 1940. În timpul nopții, ultimele pungi de rezistență aliată au fost eliminate de germani.  în timpul retragerii generale, subunitățile franceze și neerlandeze au mai deschis focul asupra germanilor, dar rezistența aliată fusese anulată până dimineața. Ultimii militari rămași în Walcheren, marea lor majoritate neerlandezi, s-au predat în cursul dimineții. 

### Bombardarea orașului Middelburg
Pe 17 mai, germanii au lansat un raid aerian masiv împotriva Middelburgului, a cărui violență nu a fost depășită decât de  raidul asupra  Rotterdamului. Aproape 600 de clădiri au fost distruse  bombardament și incendiile care au urmat. 800 de oameni au rămas fără adăpost. 
Presa neerlandeză, una dintre primele surse oficiale care au fost nazificate, au raportat distrugerea Middelburg mai târziu în acea zi sau chiar la începutul lunii iunie. Incendiile masive din oraș aveau să se agraveze până în seara zilei de 18 mai, când aproximativ 500 de pompieri și voluntari au reușit să controleze focul și să oprească extinderea lui. Ultimele incendii au fost stinse după 40 de zile după raid. 

### Capitularea
Până în seara zilei de 17 mai, devenise clar că germanii reușiseră să cucerească întreaga Zeelandă, mai puțin Zeeuws-Vlaanderen. Bătălia din jurul Sloedamului era încă în plină desfășurarea, dar unitățile neerlandeze din vestul Walcheren începuseră să ceară informații de la Statul Major cu privire la oportunitatea unei capitulări. După ce comandanții locali nu au reușit să ia legătură cu superiorii, în principal datorită distrugerii liniilor de comunicație din timpul bombardamentului asupra Middelburgului, unități izolate au început să ia inițiative pentru capitulări locale. 
Van der Stad a fost întrebat în mod repetat de ofițerii de sub comanda lui dar și de primarul din Middelburg cu privire la momentul în care avea să aibă loc capitulare insulei Walcheren. El a declarat că așa ceva nu avea să se întâmple atâta vreme cât francezii continuau să lupte împotriva germanilor. 
În seara aceleiași zile, a fost recepționată o transmisiune radio în timpul căreia s-a afirmat că forțele din Walcheren și Zuid-Beveland urmau să capituleze. O jumătate de oră mai târziu, locotenent-colonelul Karel s-a deplasat pe drumul de la est de Middelburg, drum pe care trupele germane se deplasau spre sud. El a fost transportat la un hotel din apropiere de Vlissingen, unde el l-a informat în mod oficial pe SS-Standartenführer Steiner, comandantul regimentului SS, despre capitularea trupelor neerlandeze din Walcheren și Zuid-Beveland.
Noord-Beveland nu era parte a armistițiului dar, în dimineața zilei de 18 mai, un negociator german le-a adus apărătorilor neerlandezi vestea capitulării din alte regiuni. În aceste condiții, forțele neerlandeze izolate de restul țării, au capitulat la rândul lor. 

## Urmări

### Flota militară neerlandeză
Cea mai mare parte a flotei militare neerlandeze a fost evacuată până pe 14 mai. După această dată, câteva vase militare dintre cele care nu fuseseră evacuate au reușit să se strecoare până în porturile Regatului Unit, iar cele rămase au fost capturate de germani. Vasele neerlandeze care au reușit să ajungă în Anglia au fost folosite mai apoi pentru apărarea Indiilor Neerlandeze  după ce colonia a fost atacată de trupele imperiale japoneze. 

### Pierderi
Neerlandezii au pierdut 38 de oameni, dintre care cinci ofițeri. Francezii au pierdut 229 de militari. Germanii au pierdut 97 de soldați uciși în luptă. pierderile britanicilor nu sunt cunoscute. 